# Mulota Kabangu
Patou Mulota Kabangu (ur. 31 grudnia 1985 w Tshikapie) – piłkarz kongijski grający na pozycji pomocnika.

## Kariera klubowa
Swoją karierę piłkarską Kabangu rozpoczął w klubie SM Sanga Balende. W jego barwach zadebiutował w lidze Demokratycznej Republiki Konga. Grał w nim do 2006 roku. W 2007 roku przeszedł do klubu TP Mazembe. W latach 2007, 2009, 2011 i 2012 wywalczył z Mazembe cztery tytuły mistrza kraju. Z klubem tym wygrał też rozgrywki Ligi Mistrzów w 2009 i 2010 roku oraz zdobył dwa Superpuchary Afryki (2010, 2011).
W 2012 roku Kabangu był wypożyczony do Anderlechtu. W Eerste klasse swój debiut zanotował 21 stycznia 2012 roku w wygranym 1:0 wyjazdowym meczu z KV Kortrijk. Z kolei 4 marca 2012 w meczu z Cercle Brugge (4:0) strzelił swojego pierwszego gola w belgijskiej lidze. W sezonie 2011/2012 wywalczył z Anderlechtem tytuł mistrza Belgii. Następnie wrócił do Mazembe, z którym w latach 2012-2013 zdobył dwa mistrzostwa kraju.
Od 2013 do 2016 Kabangu grał w katarskim Al Ahli Ad-Dauha.

## Kariera reprezentacyjna
W reprezentacji Demokratycznej Republiki Konga Kabangu zadebiutował w 2007 roku. W 2013 roku został powołany do kadry na Puchar Narodów Afryki 2013.